# Blokada (košarka)
U košarci je blokada (blokirani šut) kada obrambeni igrač bez prekršaja zaustavi protivničkog igrača u trenutku šuta. Obrambeni igrač nesmije dirati ruku ili na neki drugi način ometati protivničkog igrača jer se može zvati prekršaj. Da bi bila prava blokada, ona mora biti izvedena dok je lopta u najvišoj putanji prema košu. Ako je lopta već u silaznoj putanji, a obrambeni igrač napravi blokadu, suci će suditi tzv. goaltending, odnosno lopta će se suditi kao da je ušla u koš. Drugi nazivi za blokadu su "banana" i "blokirani šut".  
Uglavnom centri i krilni centri dijele blokade, što zbog svoje visine, a što zbog svoje pozicije u reketu. Iako u košarci ima iznimaka, npr. Josh Smith igra na poziciji niskog krila, a jedan je od najboljih blokera NBA lige. Takvi igrači su vrlo cijenjeni jer blokade ne samo što zabavljaju gledatelje nego i momčadi u kojoj igra diže samopuzdanje, dok protivničkoj momčadi opada. Za biti dobar bloker treba puno vježbe, uz to imati visinu i odličan odraz s poda.